# Opera Nazionale Balilla
La Opera Nazionale Balilla (ONB, Ópera Nacional Balilla) fue una organización juvenil italiana vigente entre 1926 y 1937, año en el que fue integrada dentro de la Gioventù Italiana del Littorio, sección juvenil del Partido Nacional Fascista.
El nombre proviene del sobrenombre de Giovan Battista Perasso, un joven genovés conocido como "Balilla", quien según una leyenda local, inició una revuelta en 1746 contra los Habsburgo, cuyas fuerzas militares ocuparon la ciudad durante la Guerra de Sucesión Austriaca. Tal historia supuso una inspiración por su supuesta edad y actividad revolucionaria, mientras que su presencia en la guerra contra los austriacos reflejó las ansias del irredentismo en los primeros años del fascismo.

## Orígenes

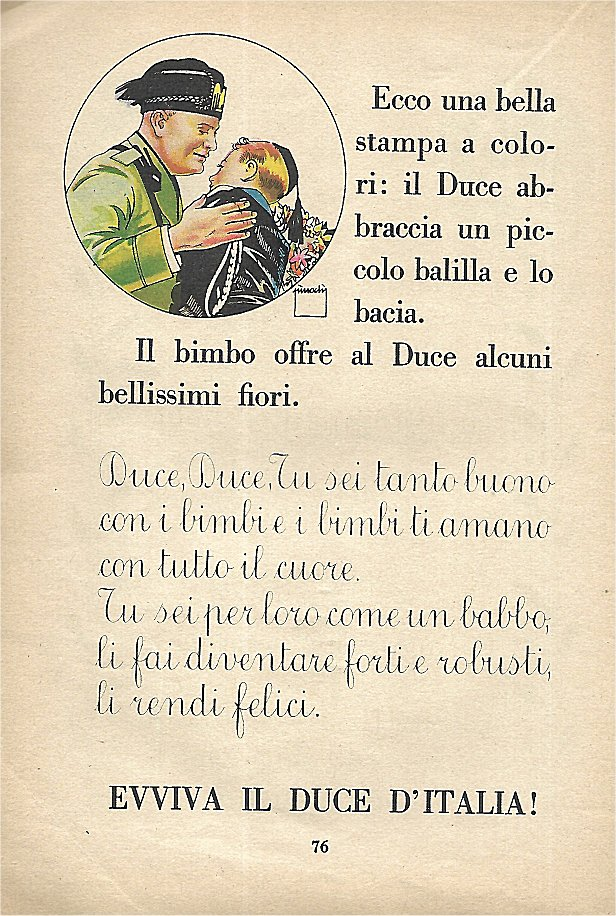
Página 76 del libro propagandístico Il libro della prima classe con loas a Benito Mussolini. De obligada lectura en las escuelas italianas de la época

En los años posteriores a la I Guerra Mundial, los nacionalistas se vieron a sí mismos como combatientes contra el liberalismo y las instituciones creadas por los miembros de los Gabinetes como los de Giovanni Giolitti. Entre sus objetivos también se encontraba la enseñanza tradicional.
En el futurismo, arte y movimiento cultural revolucionario que sirvió de catalizador para el fascismo, se sostuvo la idea de crear "colegios para inculcar valores físicos y patrióticos" tal como expresó Filippo Tommaso Marinetti en 1919. Marinetti expresó su desdén hacia las clases de latín y griego antiguo, materias definidas por él como "prehistóricas y trogloditas", las cuales "debían ser sustituidas por ejercicios para formar a soldados Arditi" con el objetivo de marchar al frente.
Fue en aquellos años cuando se empezaron a formar las primeras organizaciones juveniles del fascio: Avanguardia Giovanile Fascista (AGF) en 1919 y Gioventù Universitaria Fascista (GUF) en 1922.

## Estructura
Dependiendo del género, los niños de entre 8 a 14 años de edad eran considerados Balilla mientras que las niñas eran Picole Italiane. A partir de los 14 hasta los 18 pasaron a ser Avanguardisti y Giovani Italiane. Cabe destacar, que Balilla y Avanguardisti eran subestructuras de la organización.
También había otros grados para los más pequeños de 6 a 8 años: Figli della Lupa y Figlie della Lupa (Hijos e Hijas de la Loba, respectivamente) en alusión al mito de Rómulo y Remo.
A partir de 18 años hasta los 21, los jóvenes varones y femeninos podían unirse a grupos adicionales de la ONB como lo fueron: Fasci Giovanili de Combattimento y Giovani Fasciste. Los estudiantes masculinos que obtuvieron una mayor educación fueron adscritos al GUF.
Mientras que la Institución Nacional Balilla fue fundada como un "ente morale", a partir de 1929 la organización estuvo bajo el control del Ministerio de Educación Nacional, quien nombró para su supervisión a un subsecretario para la Educación Física de la Juventud. La estructura de mando era piramidal, situándose en la cúspide un Consejo Nacional formado por miembros del Partido, por oficiales de la MVSN y del ejército y por representantes del clero; a nivel local y provincial la autoridad recaía en comités con la misma composición, en cuyo ámbito se encargaban del reclutamiento y la disciplina profesores, sacerdotes y miembros de la Milizia.

## Objetivos y actividades

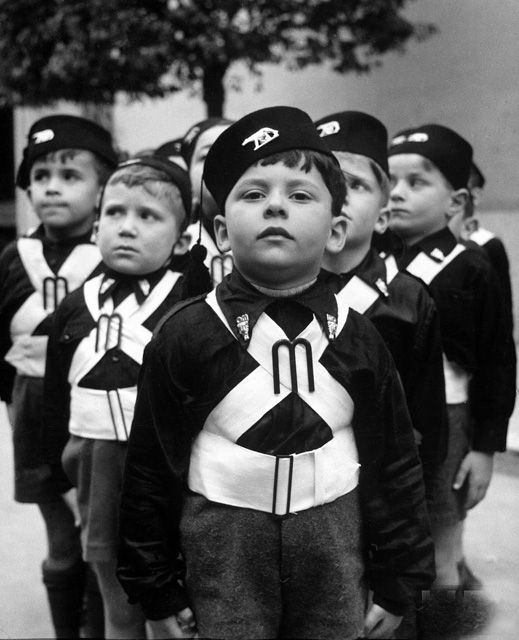
Grupo de niños con el uniforme de Balilla

Aunque, en sus inicios, su objetivo era el de una institución cultural como contraparte ideológica de las escuelas, fue más allá y acabó siendo un grupo paramilitar encargado del entrenamiento militar para misiones venideras en el Ejército Italiano aparte de gestionar la educación: tecnología para los adultos y los niños; y educación relacionada con el hogar y la familia para las niñas. El adoctrinamiento fue esencial para trasladar el mensaje italianista a los jóvenes como "fascistas del mañana". A lo largo de los años, la ONB fue la única organización legal en el país, puesto que el régimen había ilegalizado las demás.
Más aún, la ONB tomó la iniciativa en todas las actividades escolares y forzaron a los profesores a enrolar a sus alumnos. Aparte de los "sábados fascistas", los niños debían pasar los veranos en campamentos como Campi Dux y asistir a reuniones de Balilla y Avanguardisti. La afiliación a la organización conllevaba privilegios sociales y beneficios económicos para las clases pobres, mientras que el no inscribirse suponía la discriminación del niño, señalaba como sospechosa a su familia e influía negativamente en su carrera futura (impidiendo incluso el acceso a sectores de empleo público). Tras la aprobación de la Carta della Scuola en 1939, la inscripción en las organizaciones juveniles fascistas se convirtió en obligatoria.
A partir de los nuevos acuerdos entre el régimen fascista y el Vaticano de 1931, la Iglesia reforzó su posición dentro de la ONB: cada cohorte de dicha organización, formada por unos trescientos miembros, contaba con la asistencia espiritual de un sacerdote —a menudo miembro también de la Milizia— para impartir los sacramentos y enseñanza de la doctrina católica. Como resultado, los jóvenes adscritos a organizaciones católicas mantenían una doble militancia: en Acción Católica (que mantuvo su actividad durante el ventenio fascista) y en la ONB.
El vestuario de los niños consistía en un uniforme inspirado en el de los Camisas Negras: la epónima camisa negra, la fez tradicional arditi, pantalón verde oscuro y pañuelo azul sobre los hombros. Durante los ejercicios militares, fueron armados con rifles y moschettos, ambos de tamaño reducido similares al del Ejército.
También hubo otros grupos de la misma organización en Malta establecido por nacionalistas malteses, pero desaparecieron ante la proximidad de la II Guerra Mundial.